# Ettore Panizza
Ettore Panizza, nascut Héctor Panizza (Buenos Aires (Argentina), 12 d'agost, 1875 - Milà (Itàlia), 27 de novembre, 1967) va ser un director i compositor argentí, un dels principals directors d'orquestra de principis del segle xx. Panizza posseïa un domini tècnic i va ser popular i influent durant el seu temps, molt admirat per Richard Strauss i Giacomo Puccini, entre d'altres.

## Biografia
Panizza va néixer a Buenos Aires, de pares italians. El seu nom de naixement era Héctor Panizza però al llarg de la seva carrera va ser conegut com Ettore. Panizza va estudiar primer amb el seu pare, que era violoncel·lista a l'antic Teatro Colón, i més tard a Milà. Va debutar com a ajudant de direcció a l'Òpera de Roma el 1897.
Va estar molt relacionat amb La Scala de Milà (on va dirigir, juntament amb Toscanini, títols com Der Ring des Nibelungen de Wagner el 1926), la Royal Opera House de Londres, la Metropolitan Opera de Nova York, on va succeir a Tullio Serafin com a director principal de Repertori italià, treballant durant vuit temporades amb noms com Rosa Ponselle i Enrico Caruso- i principalment al Teatro Colón de Buenos Aires on es va estrenar la seva òpera Aurora durant la temporada inaugural.
Va dirigir el Turandot de Puccini amb el final de Franco Alfano després de l'estrena mundial a La Scala el 25 d'abril de 1926 dirigida per Arturo Toscanini, que es va aturar en el punt on Puccini havia deixat d'escriure abans de morir.
Va treballar al Teatre Colón els anys 1908, 1909, 1921, 1927 (Claudia Muzio com a Tosca i a La bohème), 1929 (Turandot amb Rosa Raisa), 1930, 1934 (Carmen amb Gabriella Besanzoni), 1935, 1936 (La bohème, 1933). Borís Godunov, La traviata, Macbeth, Turandot, Aïda amb Bizancio amb Gina Cigna), 1942 (Aïda i Simon Boccanegra amb Zinka Milanov i Leonard Warren), 1943 (Falstaff), 1944 (Bizancio), 1945 (Aurora), 1946, 1947 (Tosca i Andrea Chénier amb Maria Caniglia i Beniamino Gigli), 1948, 1949, 1951, 1952 (Madame Butterfly amb Victoria de los Ángeles), 1954 i 1955. També va treballar amb cantants com Alessandro Bonci, Nellie Melba i Ezio Pinza.
També va fer aparicions com a convidat a Chicago i capitals europees com París, Madrid, Viena i Berlín.
Va escoltar la soprano britànica Eva Turner el 1924 com Madame Butterfly i la va recomanar a Toscanini, llançant la seva impressionant carrera internacional (com també va fer amb el jove director Antonino Votto).
Entre les nombroses estrenes que va dirigir hi havia Francesca da Rimini i Conchita de Riccardo Zandonai, Sly d'Ermanno Wolf-Ferrari i The Island God de Gian Carlo Menotti. També va dirigir moltes estrenes locals a Londres, Nova York i Milà, com ara Khovànsxina de Mússorgski i La campana sommersa de Respighi.
Panizza va compondre quatre òperes; Il fidanzato del mare (1897), Medio Evo Latino (1900), Aurora (1908), la seva obra més reeixida (l'ària de tenor "Alta en el cielo" en la segona versió espanyola es va convertir en la cançó patriòtica que els escolars canten a la bandera) i Bizancio (1939).
Va publicar la seva autobiografia Mitjà Segle de Vida Musical l'any 1952.

## Enregistraments
- Verdi - Otello - Giovanni Martinelli, Elisabeth Rethberg - 1938, Naxos Historical 8.111018-19
- Verdi - La traviata - Rosa Ponselle, Fredrick Jagel, Lawrence Tibbett - Metropolitan Opera
- Verdi - La traviata - Bidu Sayão, Bruno Landi, Thelma Votipka, Alessio De Paolis, 1942
- Verdi - Simon Boccanegra - Elisabeth Rethberg, Giovanni Martinelli, Lawrence Tibbett, Ezio Pinza, Leonard Warren. Met 1939
- Verdi - Aïda - Zinka Milanov, Arthur Carron, Richard Bonelli, Bruna Castagna, Norman Cordon; 1939
- Verdi - Il trovatore - Stella Roman, Bruna Castagna, Arthur Carron (or Charles Kullman), Norman Cordon; 1941
- Verdi - Un ballo in maschera - Stella Roman, Giovanni Martinelli, Bruna Castagna, Josephine Antoine, Norman Cordon, Nicola Moscona; 1942
- Ponchielli - La Gioconda - Zinka Milanov, Giovanni Martinelli, Metropolitan 1939
- Puccini - Madama Butterfly - Licia Albanese, Charles Kullman, Irra Petina; 1941
- Puccini - Tosca - Grace Moore, Frederick Jagel, Alexander Sved, 1942
- Mendelssohn - Symphony No. 4[4]
- Felipe Boero - fragments d'òpera El Matrero[4]
- Mozart - Les noces de Fígaro. Ezio Pinza, John Brownlee, Licia Albanese, Jarmila Novotná, Elisabeth Rethberg - Metropolitan 1940